# Neferkauhor
Neferkauhor (Neferkauhor Chuvihapi) byl egyptský faraon z 8. dynastie během prvního přechodného období. Vládl nad oblastí kolem města Memfisu, kde též sídlil. Neferkauhor je jeden z faraonů 8. dynastie, o kterém se dochovalo nejvíce zmínek, zejména pak osm jeho vyhlášek.

## Zmínky

### Seznamy králů
O Neferkauhorovi se dochovaly zmínky v abydoském seznamu králů. Na turínském seznamu králů se sice nedochovalo Neferkauhorovo jméno, je zde však uvedena doba jeho vlády „2 roky, 1 měsíc a 1 den“.

### Koptoské vyhlášky
Dochovalo se celkem osm Neferkauhorových vyhlášek, z nichž bylo sedm dekretů vydáno v jeden den, pravděpodobně v den nástupu Neferkauhora na trůn. V první vyhlášce Neferkauhor uděluje tituly své nejstarší dceři Nebyetě, manželce vezíra jménem Šemaie. Druhá a nejzachovalejší vyhláška se týká jmenování Šemaiova syna Idy na post vezíra Horního Egypta. Třetí a čtvrtá vyhláška je zachována na jediném fragmentu. Zaznamenává, že Neferkauhor uděluje Idyho bratrovi místo v Minově chrámu. V této vyhlášce je mimo jiné také uvedeno, proč byly tyto Neferkauhorovy dekrety nalezeny právě v Minově chrámu. Zbývající vyhlášky se týkají jmenování kněží do kaplí Nebyet a Šemai.

### Šemaiova hrobka
Další zmínky o Neferkauhorovi jsou ze dvou nápisů na zdi v Šemaiově hrobce. Nápisy oznamují přinesení kamene z Wadi Hammama, jsou však částečně zničené.